# Сориано, Элия
Элия Сориано (нем. Elia Soriano; итал. Elia Soriano; 26 июня 1989, Дармштадт) — итальянский футболист немецкого происхождения, нападающий.
Старший брат футболиста Роберто Сориано.

## Карьера
Юношей, Сориано играл в TSG 1846 Дармштадт и «Дармштадт 98». В 2007 году присоединился к старшей команде «Дармштадт». В сезоне 2007/08 Сориано сыграл 21 матч в Оберлиге и забил девять голов. В течение следующих двух лет (2008—2010) он отыграл 62 игры в Регионаллиге и забил 23 гола. В 2010 году перешёл в «Аален», в котором был игроком замены. Затем Сориано подписал полугодовой контракт со второй командой «Айнтрахта» во Франкфурте, который был продлен на год в конце второй половины сезона, после того, как он забил восемь голов в двенадцати матчах за свой новый клуб.
В сезоне 2012/13 Сориано был футболистом клуба «Карлсруэ», в котором сыграл в 13 матчах (в основном выходя на поле со скамейки) и единственный мяч он забил в матче против «Ганзы Росток» 17 ноября 2012 года (3:0). С июля 2013 года по январь 2016 года Сориано играл в третьем дивизионе за команду «Штутгартер Кикерс».
В зимнем перерыве сезона 2015/16 Сориано покинул «Штутгартер Кикерс» по собственному желанию и сыграл за соперников лиги «Вюрцбургер Киккерс». Во второй части сезона 2015/16 сыграл 13 матчей, в которых забил восемь голов. Затем его клуб оказался в плей-офф за повышение во 2-ю бундеслигу с «Дуйсбургом» (2:0; 1:2) — во втором матче, сыгранном 24 мая 2016 года, забил гол. Во 2-й бундеслиге Сориано дебютировал 7 августа 2016 года в проигранном матче против «Айнтрахта Брауншвейг» (1:2), в котором забил гол. В сезон 2016/17 он закончил с 33 матчами (30 в стартовом составе) и пятью голами на счету (он забил их в матчах с «Бохумом», "Мюнхеном 1860, «Ганновером» и «Нюрнбергом»). Согласно рейтингу журнала «kicker», его средний балл в сезоне 2016/2017 составил 3,73.
В конце июля 2017 года Сориано присоединился в польский клуб «Корона», с которым подписал однолетний контракт с возможностью продления на сезон. В Экстракласе дебютировал 7 августа 2017 года в матче с «Аркой» (0:0), в котором сменил Мацея Гурского на 69-й минуте. Первый гол за новую команду Сориано забил 10 августа 2017 года в 1/16 финала Кубка Польши с «Заглембе Сосновец» (2:1). Он забил свой дебютный гол в Экстракласе 9 сентября 2017 года, после чего он был избран в символическую сборную восьмого тура. Сориано забил голы в встречах с «Лехией Гданьск» (5:0), «Легией» (3:2) и 9 мая 2018 года против «Гурника Забже» (2:2). Сезон 2017/18 закончился для Сориано 22 матчами и пятью голами в чемпионате. Кроме того, он отыграл три матча в Кубке. В середине июня 2018 года продлил контракт с «Короной» на год.
Летом 2019 года Сориано перешёл в нидерландский клуб первого дивизиона ВВВ-Венло перед сезоном 2019/20. 3 августа 2019 года в своём первом матче чемпионата за ВВВ-Венло он сразу забил гол в ворота «Валвейк», клуб выиграл 2:1. Однако, он не смог оправдать ожидания клуба. В 16 матчах чемпионата он забил только два мяча. Через полгода футболист покинул команду.
В 2020 году Сориано присоединился к израильскому клубу «Хапоэль Раанана».